# Aliabad-e Fachrud
Aliabad-e Fachrud (perski: علي ابادفخرود) – wieś w Iranie, w ostanie Chorasan Południowy. W 2006 roku liczyła 75 mieszkańców w 21 rodzinach.